# Louis François Anne de Neufville, duc de Villeroy

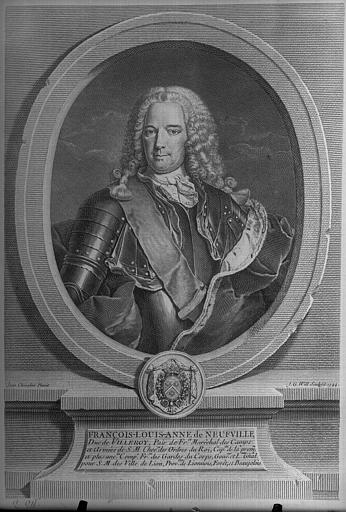
François Louis Anne de Neufville, Anonym, 17. Jahrhundert

Louis François Anne de Neufville (* 13. Oktober 1695 in Paris; † 13. Dezember 1765 in Versailles) war Herzog von Retz und Pair von Frankreich (1722), Marquis, dann (1734) 4. Herzog von Villeroy, Comte de Sault etc., sowie Gouverneur von Lyon.

## Leben
Er war der älteste Sohn von Louis Nicolas de Neufville, 3. Herzog von Villeroy (1663–1734) und Marguerite Le Tellier de Louvois († 1711).
Am 20. Oktober 1712 wurde er Lieutenant-général en Lyonnais, Forez et Beaujolais, am 12. Dezember 1716 wurde er  Capitaine de la 2e compagnie française des Gardes du Corps du Roi en survicance seines Vaters, das Amt trat er 1734 an. 1722 wurde er nach dem Rücktritt seines Vaters Herzog von Retz und Pair von Frankreich, den Eid als Pair legte er am 9. Februar 1722 ab.
Im März 1730 wurde er zum Ritter im Ordre royal et militaire de Saint-Louis ernannt, am 7. März 1734 wurde er zum Brigadier des Armées du Roi befördert. Als Gouverneur von Lyonnais, Forez et Beaujoals wurde er am 6. Mai 1734 in der Nachfolger seines Vaters bestätigt, vermutlich demissionierte er zwei Jahre vor seinem Tod zugunsten seines Neffen Gabriel Louis François de Neufville, der das Amt im November 1763 übernahm und nach seinem Tod auch sein Erbe wurde.
Am 1. Januar 1737 wurde er zum Maréchal de camp befördert.; am 2. Februar 1737 wurde er in den Orden vom Heiligen Geist aufgenommen.
Zwischen 1735 und 1766 war er Eigentümer des Hôtel de Villeroy im Pariser 7. Arrondissement, das seit 1881 Sitz des französischen Landwirtschaftsministeriums ist.
1735 wurde unter Protektion der Herzogs von Villeroy von François Barbin eine Porzellanmanufaktur gegründet, die erst auf dem Gelände des Château de Villeroy in Mennecy produzierte, in den 1750er Jahren dann in den Ort selbst verlegt wurde; nach dem Tod Barbins 1765 wurde im Namen seiner Witwe noch einige Jahre weiter produziert, 1773 wurde das Unternehmen verkauft und die Produktion an einen anderen Ort verlagert.
Am 15. April 1716 heiratete er Marie-Renée de Montmorency (* 21. Juli 1697; † 1759), Tochter von Charles François I. de Montmorency, Duc de Luxembourg, und Marie Gillonne Gillier de Cléramault. Die Ehe blieb ohne Nachkommen.
Er starb am 13. Dezember 1765 in Versailles, sein Erbe wurde sein Neffe Gabriel Louis.